# Bibliothekarisch-bibliografische Klassifikation
Die Bibliothekarisch-bibliografische Klassifikation (BBK; russisch Библиотечно-библиографическая классификация, ББК; translit. Bibliotečno-bibliografičeskaja klassifikacija) ist eine Klassifikation zur Organisation von Bibliotheksbeständen, systematischen Katalogen und Kartotheken.
Neben Bibliotheken in der Sowjetunion wurde sie u. a. auch in der DDR, der Tschechoslowakei, Polen, Bulgarien und Vietnam angewandt.

## Allgemein
Die BBK ist in 21 Kategorien unterteilt, die jeweils mit einem kyrillischen Buchstaben bezeichnet sind. Bei den Unterkategorien wird dieser in Anlehnung an die Universelle Dezimalklassifikation (UDK) mit Ziffern ergänzt. Der Marxismus-Leninismus hat im System der BBK eine herausragende Position; die Natur- und Gesellschaftswissenschaften sind ihm nachgeordnet.
Sie hat darüber hinaus ein weit entwickeltes System von Zusatzbezeichnungen, die in allen Kategorien gelten und die Art des Dokuments, das betroffene Territorium, die Sprache oder den ethnischen Begriff, die Chronologie des Dokuments und allgemeine wissenschaftliche Begriffe bezeichnen. Sie lässt die Verbindung zweier Kategorien durch den Doppelpunkt zu.

### Geschichte
Die BBK wurde ausgehend von der UDK erarbeitet und hatte das Ziel, diese zu ersetzen. Die Gründung eines Redaktionskollegiums wurde vom Kulturministerium der Russischen Sozialistischen Föderativen Sowjetrepublik im Jahr 1959 beschlossen, die erste Fassung wurde in den Jahren 1960–68 erarbeitet und in dreißig Bänden veröffentlicht. An ihrer Ausarbeitung wirkten 800 Gelehrte und Mitarbeiter der größten sowjetischen Bibliotheken mit. Später erschienen auch Sonderausgaben für öffentliche, Oblast-, Kinder- und Schulbibliotheken.

### Gegenwart
Die BBK wird vom Wissenschaftlichen Forschungszentrum BBK bei der Russischen Staatsbibliothek weitergeführt. Sie ist in zahlreichen Bibliotheken im ehemaligen Ostblock in Gebrauch.
Aus wirtschaftlichen Gründen erscheint keine Gesamtausgabe der BBK in Papierform; dies wäre zu teuer. In unregelmäßiger Folge erscheinen Kurzfassungen (4 bis 8 Bände) sowie einbändige Arbeitstabellen mit Korrekturen.
Die Ausbreitung der BBK wird durch die Nichtverfügbarkeit der vollständigen Tabellen in Papierform behindert. Eine kostenlose elektronische Fassung fehlt ebenfalls.

## Aufbau der BBK
| А–Я     | 1–9       | Tabellen für wissenschaftliche (А–Я) und öffentliche Bibliotheken (1–9)                          |
| А       | 1         | Allgemein-wissenschaftliches und interdisziplinäres Wissen                                       |
| ------- | --------- | ------------------------------------------------------------------------------------------------ |
| А1      | 11        | Werke der Klassiker des Marxismus-Leninismus                                                     |
| А3      | 13        | Leben und Werk von Karl Marx, Friedrich Engels, W. I. Lenin                                      |
| А5      | 15        | Marxistisch-leninistische Philosophie                                                            |
| Б–Е     | 2–5       | Naturwissenschaften                                                                              |
| Б       | 20        | Naturwissenschaften allgemein                                                                    |
| В       | 22        | Physikalisch-mathematische Wissenschaften                                                        |
| Г       | 24        | Chemische Wissenschaften                                                                         |
| Д       | 26        | Geowissenschaften (geodätische, geophysische und geografische Wissenschaften)                    |
| Е       | 28        | Biologische Wissenschaften                                                                       |
| Ж–О     | 3         | Technik; Technische Wissenschaften                                                               |
| Ж       | 30        | Technik und technische Wissenschaften allgemein                                                  |
| З       | 31        | Energetik                                                                                        |
| З8–З9   | 32        | Radioelektronik                                                                                  |
| И       | 33        | Bergbau                                                                                          |
| К       | 34        | Metalltechnologie; Maschinenbau; Messinstrumentenbau                                             |
| Л       | 35        | Chemische Technologie; Chemische und Lebensmittelproduktion                                      |
| Л8–Л9   | 36        | Lebensmittelproduktion                                                                           |
| М       | 37        | Holztechnologie; Leichtindustrieproduktion; Druckproduktion; Foto- und Filmtechnik               |
| Н       | 38        | Bau                                                                                              |
| О       | 39        | Transport                                                                                        |
| П       | 4         | Land- und Forstwirtschaft; Landbau- und Forstwissenschaft                                        |
| П0      | 40        | Naturwissenschaftliche und technische Neuerungen der Landwirtschaft                              |
| П00     | 40.0      | Landwirtschaftsbiologie (Agrobiologie)                                                           |
| П01     | 40.1      | Agrophysik                                                                                       |
| П02     | 40.2      | Landwirtschaftliche Meteorologie                                                                 |
| П03     | 40.3      | Bodenwissenschaft                                                                                |
| П04     | 40.4      | Agrochemie                                                                                       |
| П05     | 40.5      | Landwirtschaftliche Mikrobiologie                                                                |
| П06     | 40.6      | Landwirtschaftliche Melioration                                                                  |
| П07     | 40.7      | Mechanisierung und Automatisierung der Landwirtschaft; Luft- und Raumfahrt in der Landwirtschaft |
| П08     | 40.8      | Landwirtschaftliche Gebäude                                                                      |
| П09     | 40.9      | Agrogeografie (landwirtschaftliche Geografie)                                                    |
| П1–П2   | 41–42     | Nutzpflanzenwirtschaft                                                                           |
| П3      | 43        | Forstwirtschaft; Forstwissenschaft                                                               |
| П4      | 44        | Pflanzenschutz                                                                                   |
| П5–П6   | 45–46     | Viehzucht                                                                                        |
| П7      | 47        | Jagdwirtschaft; Fischfang.                                                                       |
| П8      | 48        | Veterinärmedizin                                                                                 |
| П9      | 49        | Land- und Forstwirtschaft einzelner Gebiete                                                      |
| Р       | 5         | Gesundheitsfürsorge; Medizinische Wissenschaften                                                 |
| Рг      | 5г        | Geschichte der Medizin und der Gesundheitsfürsorge                                               |
| Р11     | 51.1      | Sozialmedizin und Organisation der Gesundheitsfürsorge                                           |
| Р12     | 51.2      | Hygiene                                                                                          |
| Р19     | 51.9      | Epidemiologie                                                                                    |
| Р25     | 52.5      | Allgemeine Pathologie                                                                            |
| Р26     | 52.6      | Medizinische Mikrobiologie, Mikrobiologie und Parasitologie                                      |
| Р28     | 52.8      | Pharmakologie; Pharmazie; Toxikologie                                                            |
| Р30–Р78 | 53.0–57.8 | Klinische Medizin                                                                                |
| Р8      | 58        | Medizinische Anwendungsgebiete                                                                   |
| С–Ю     | 6–8       | Soziale (Gesellschafts-) und humanitäre Wissenschaften                                           |
| С       | 60        | Sozialwissenschaften allgemein; Gesellschaftswissenschaften                                      |
| С0      | 60.0      | Sozialphilosophie                                                                                |
| С00     | 60.00     | Sozialphilosophie allgemein                                                                      |
| С01     | 60.01     | Sozialkognition                                                                                  |
| С02     | 60.02     | Gesellschaft als soziale Realität                                                                |
| С03     | 60.03     | Geschichtsphilosophie                                                                            |
| С5      | 60.5      | Soziologie                                                                                       |
| С50     | 60.50     | Soziologie als Wissenschaft                                                                      |
| С51     | 60.51     | Geschichte der Soziologie                                                                        |
| С52     | 60.52     | Gesellschaft allgemein; Allgemeine Charakteristiken der Gesellschaft                             |
| С53     | 60.53     | Soziologie des Individuums                                                                       |
| С54     | 60.54     | Soziologie der Gruppen                                                                           |
| С55     | 60.55     | Soziologie der Organisationen                                                                    |
| С56     | 60.56     | Zweige und Spezialgebiete der Soziologie; Sozialeinrichtungen                                    |
| С59     | 60.59     | Regionalsoziologie                                                                               |
| С6      | 60.6      | Statistik                                                                                        |
| С7      | 60.7      | Demographie                                                                                      |
| С8      | 60.8      | Sozialverwaltung                                                                                 |
| Т       | 63        | Geschichte; Geschichtswissenschaften                                                             |
| Т0      | 63.0      | Theoretische Neuerungen und Methodologie der Geschichtswissenschaften                            |
| Т01     | 63.01     | Methodologie der Geschichtswissenschaften                                                        |
| Т1      | 63.1      | Geschichte der Geschichtswissenschaften                                                          |
| Т2      | 63.2      | Chronologie; Hilfswissenschaften der Geschichtswissenschaft                                      |
| Т3      | 63.3      | Geschichte                                                                                       |
| Т4      | 63.4      | Archäologie                                                                                      |
| Т5      | 63.5      | Ethnologie (Ethnografie, Völkerkunde)                                                            |
| У       | 65        | Wirtschaft; Wirtschaftswissenschaften                                                            |
| Ф       | 66        | Politik; Politikwissenschaft                                                                     |
| Х       | 67        | Recht; Rechtswissenschaften                                                                      |
| Ц       | 68        | Kriegführung; Kriegswissenschaft                                                                 |
| Ч       | 70–79     | Kultur; Wissenschaft; Bildung                                                                    |
|         | 71        | Kultur; Kulturologie                                                                             |
|         | 72        | Wissenschaft; Wissenschaftsforschung                                                             |
|         | 73        | Wissenschaftlich-informative Tätigkeit                                                           |
|         | 74        | Bildung; Pädagogische Wissenschaft                                                               |
|         | 75        | Körperkultur und Sport                                                                           |
|         | 76        | Massenmedien; Verlagswesen                                                                       |
|         | 77        | Soziokulturelle Tätigkeit im Freizeitbereich                                                     |
|         | 78        | Bibliothekswesen; Bibliothekswissenschaft; Bibliographie; Bibliographiewissenschaft              |
|         | 79        | Schutz von Natur-, Geschichts- und Kultur; Museumswesen; Archivwesen                             |
| Ш       | 80–84     | Philologische Wissenschaften; Schöne Literatur                                                   |
|         | 80        | Philologische Wissenschaften allgemein                                                           |
|         | 81        | Linguistik                                                                                       |
|         | 82        | Folklore; Folkloristik                                                                           |
|         | 83        | Literaturwissenschaft                                                                            |
|         | 84        | Belletristik (Produkte)                                                                          |
| Щ       | 85        | Kunst; Kunstwissenschaft                                                                         |
|         | 85.113    | Architektur                                                                                      |
| Э       | 86        | Religion; Mystik; Freidenken                                                                     |
| Ю0–Ю8   | 87        | Philosophie                                                                                      |
| Ю9      | 88        | Psychologie                                                                                      |
| Ю91     | 88.1      | Geschichte der Psychologie                                                                       |
| Ю92     | 88.2      | Entwicklung der Psyche                                                                           |
| Ю93     | 88.3      | Allgemeine Psychologie                                                                           |
| Ю94     | 88.4      | Psychologie verschiedener Tätigkeiten; Zweige der (angewandten) Psychologie                      |
| Ю95     | 88.5      | Soziale Psychologie                                                                              |
| Ю96     | 88.6      | Besondere psychische Bedingungen und Erscheinungen                                               |
| Ю98     | 88.8      | Kinderpsychologie                                                                                |
| Я       | 9         | Literatur universellen Inhalts                                                                   |
| Я1      | 91        | Bibliographische Handbücher                                                                      |
| Я2      | 92        | Nachschlagewerke                                                                                 |
| Я4      | 94        | Serien; Sammlungen                                                                               |
| Я5      | 95        | Periodika und Fortsetzungsausgaben                                                               |
| Я6      | 96        | Illustrative Ausgaben und Materialien                                                            |
| Я8      | 98        | Ausgaben von Produktionsnormen                                                                   |
| Я9      | 99        | Populärwissenschaftliche Ausgaben                                                                |